# De Havilland Dragon Rapide
de Havilland D.H.89 Dragon Rapide — ближнемагистральный биплан 1930-х годов, разработанный и произведенный британской авиастроительной компанией de Havilland.

## История и эксплуатация
Первый прототип этого восьмиместного самолёта поднялся в воздух 17 апреля 1934 года. Самолёт был спроектирован на базе de Havilland D.H.86 и был настолько успешным, что производился более десяти лет, всего было построено 728 самолётов. Этот самолёт был одним из наиболее часто используемых коммерческих самолётов в мире.
В 1934 году самолёт неоднократно принимал участие в авиагонках, в том числе в Авиагонке на приз Макробертсона, где занял 9 место.
Летом 1934 года самолёт стал эксплуатироваться в авиакомпании Hillman Airways Ltd. Затем самолёт был приобретён Англо-персидской нефтяной компанией для перелётов между нефтяными месторождениями, позднее — другими британскими и канадскими авиакомпаниями.
Hillman Airways Limited была первой авиакомпанией, которая начала выполнять полёты на Dragon Rapide в июле 1934 года. Компания использовала самолёт для авиаперелётов на Британских островах. Помимо гражданского использования, с 1935 года самолёт использовался в основном как самолёт связи Королевскими ВВС (RAF). Королевские ВВС также использовали некоторые машины в учебных целях. Самолёт также предлагался британским ВВС для реального использования в военных целях, в основном, для задач береговой обороны. Один такой прототип, D.H.89M, был построен, но для разведки и обороны побережья был выбран Avro Anson I. Три модифицированных самолёта D.H.89M участвовали в Гражданской войне в Испании в 1936 году на стороне националистов. Самолёты были вооружены двумя пулемётами и внешней подвеской для бомб. Два самолёта D.H.89M были доставлены в Литву в 1936 году.
11 июля 1936 года капитан Сесил Бебб и Хью Поллард на самолёте Dragon Rapide выполнили миссию по транспортировке генерала Франсиско Франко с Канарских островов в Марокко, что позволило Франко возглавить мятеж в Испании, переросший в полномасштабную Гражданскую войну.
В 1937 году в производственную линию был добавлен D.H89A, что сопровождалось небольшими изменениями, например фара на носу машины и обогреватель кабины. После начала Второй мировой войны в производство были запущены учебно-штурмовой самолёт D.H.89B Mk.1 и самолёт связи Mk.2, оба из которых использовались ВВС Великобритании. Mk.1 имел экипаж, состоящий из пилота и радиста, и мог перевозить шесть пассажиров. Mk.2, помимо пилота, перевозил восемь пассажиров. Эти варианты D.H.89B получили название de Havilland Dominie. После войны оставшиеся самолёты использовались не только в качестве пассажирских, но и в других целях, например, 69-я эскадрилья ВВС Израиля использовала их в качестве бомбардировщика с 1948 по 1955 год. Некоторые экземпляры продолжали летать в начале 2000-х годов в качестве экскурсионных самолётов. Долговечность самолёта обусловлена простотой его конструкции.
Один из de Havilland Dragon Rapide принадлежал Эдуарду VIII, который самостоятельно управлял им.

По состоянию на 2017 год, в Великобритании оставалось 9 летающих экземпляров De Havilland Dragon Rapide. Ещё несколько самолётов эксплуатировались в других странах.

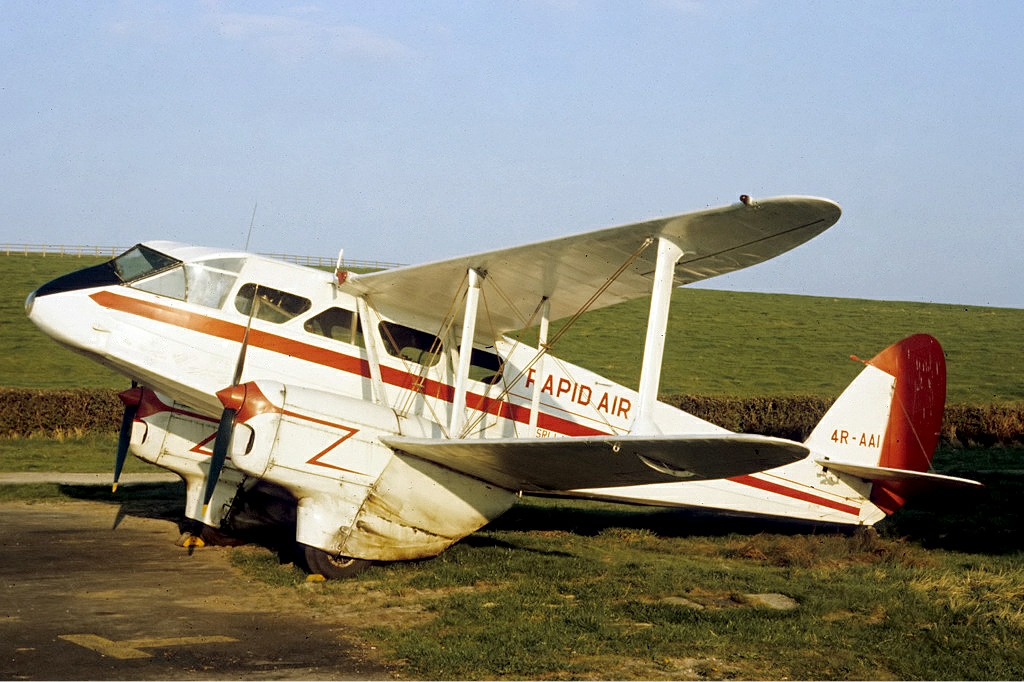
de Havilland Dominie в 1974 году

## Модификации
D.H.89 — двухмоторный лёгкий транспортный биплан. Первая серийная версия.
D.H.89A — улучшенная версия, оснащенная посадочным фонарем в носовой части, доработанными наконечниками крыльев и обогревом кабины.
D.H.89A Series 4 — D.H.89A с поршневыми двигателями de Havilland Gipsy Queen II.
D.H.89A Mk 5 — D.H.89A с поршневыми двигателями de Havilland Gipsy Queen III.
D.H.89A Mk 6 — D.H.89A с винтами фиксированного шага Fairey X5.
D.H.89M — военно-транспортная версия.
D.H.89B Dominie Mk I — учебная версия.
D.H.89B Dominie Mk II — транспортно-связной самолёт.

## Лётно-технические характеристики
Данные указаны для модификации Dragon Rapide
Источник данных: Jane's All the World's Aircraft 1938

Технические характеристики
- Экипаж: 1
- Длина: 10,52 м
- Размах крыла: 14,63 м
- Высота: 3,12 м
- Площадь крыла: 31,2 м²
- Профиль крыла: RAF 34 модифицированный
- Масса пустого: 1 465 кг
- Максимальная взлётная масса: 2 495 кг
- Масса топлива во внутренних баках: (346 л в двух баках, располагавшихся за двигателями и 16 л масла)
- Силовая установка: 2 × поршневой, рядный, с воздушным охлаждением de Havilland Gipsy Six
- Мощность двигателей: 2 × 200 л.с. (2 × 150 кВт)
- Воздушный винт: двухлопастный фиксированного шага

Лётные характеристики
- Максимальная скорость: 253 км/ч на 305 м (1000 футов)
- Крейсерская скорость: 212 км/ч
- Практическая дальность: 895 км, на крейсерской скорости в безветренную погоду
- Практический потолок: 5 100 м; 945 м (3 100 футов) с одним работающим двигателем при полной загрузке
- Скороподъёмность: 4,40 м/с
- Нагрузка на крыло: 78 кг/м²
- Тяговооружённость: 120 Вт/кг
- Длина разбега: 265 м
- Длина пробега: 155м

## Эксплуатанты

### Военные
Великобритания
- ВВС Великобритании: эскадрильи №№ 24[6], 173[6], 225, 271[6], 510, 526[6], 527[6], 614.
- ВВС Флота Великобритании (Fleet Air Arm) (до мая 1939 года часть ВВС): эскадрильи 700[7], 701[7], 703[7], 736[7], 739[7], 740[7], 744[7], 767[7], 776[7], 778[7], 781[7], 782[7], 787[7], 790[7], 799[7], 1832[7], 1844[7]

 Австралия
- Королевские ВВС Австралии

 Новая Зеландия
- ВВС Новой Зеландии: эскадрильи RNZAF 4 и 42.

 Канада
- ВВС Канады: 418-я эскадрилья.

 Британская Индия
- ВВС Британской Индии

 Южно-Африканский Союз
- ВВС ЮАС

 Южная Родезия
- ВВС Южной Родезии – 4 самолёта.

 Бельгия
- Воздушные силы бельгийской армии: 7 самолётов с 1946 года.

 Египет:
- Королевские ВВС Египта

 Вторая Испанская Республика
- ВВС Испанской Республики 3 D.H.89M, реквизированные у авиакомпании LAPE

 Испания
- ВВС Испании

 Иран
- Шахские ВВС Ирана

 Литва
- ВВС Литвы 2 D.H.89M.

 Нидерланды
- Королевские ВВС Нидерландов: 334-я эскадрилья, 4 транспортных D.H.89B Mark II (1944–1956)

 Перу
- ВВС Перу

 Португалия
- ВВС Португалии

 США
- Военно-воздушные силы Армии США

 Турция
- ВВС Турции - 3 DH.89A.[8]

 Уругвай
- ВВС Уругвая

 Королевство Югославия
- Королевские ВВС Югославии – 1 самолёт включён в ВВС в 1940 году.

 СССР
- ВВС СССР 2 DH.89, из состава ВВС Литвы.

 Германия
- Люфтваффе трофейные.

 Финляндия
- ВВС Финляндии

 Иордания
- Королевские ВВС Иордании

 Израиль
- ВВС Израиля

## Аварии и катастрофы
За время эксплуатации было потеряно не менее 336 самолётов De Havilland Dragon Rapide. Первая катастрофа произошла 2 октября 1934 года. Самолёт разбился над проливом Ла-манш во время града. Никто из 7 человек на борту не выжил.
16 июля 1960 года в результате авиакатастрофы De Havilland Dragon Rapide в Эресунне погибли 8 футболистов сборной Дании по футболу.
Последняя авария, произошедшая с De Havilland Dragon, случилась 11 августа 2018 года на Международном авиасалона Абботсфорда. Самолёт разбился сразу после взлёта. На борту находились 5 человек, все они выжили и были доставлены в больницу.

## В музеях
Как минимум 17 экземпляров находятся в музеях Великобритании, Бельгии, Бразилии, Канады, Дании, Франции, Исландии, Израиля, Новой Зеландии, Португалии, Испании и США.